# 木下和夫
木下 和夫（きのした かずお、1919年11月7日 - 1999年2月13日）は、日本の経済学者。大阪大学名誉教授。財政政策、国民所得などの研究で知られる。

## 概要
福岡県大牟田市生まれ、八女市出身。1942年京都帝国大学経済学部卒。1958年「租税の経済理論」で関西学院大学経済学博士。
1948年大阪帝国大学経済学部助教授、1954年大阪大学教授。同大財政研究所長、経済学部長、1983年定年退官、名誉教授。
1983年紫綬褒章、1990年前島賞、勲二等瑞宝章受勲。地方財政審議会会長など各種審議会の委員を務めた。

## 著書
- 『国民所得分析』創文社　1955
- 『財政学概論』三和書房 1953
- 『一般消費税150問』財経詳報社 1979
- 『よくわかる一般消費税』東洋経済新報社 1979
- 『税制調査会 戦後税制改革の軌跡』税務経理協会 1992

### 共編著
- 『現代財政政策の理論』藤田晴,橋本徹共著 創文社 1958
- 『財政政策入門』編 有斐閣双書　1965
- 『地方自治の財政理論』編 創文社 1966
- 『経済安定と財政金融政策』編 日本経済新聞社 1967
- 『財政学』全3巻 肥後和夫,大熊一郎共編 有斐閣双書　1970
- 『講座・日本の財政』全4巻 編 東洋経済新報社 1970-74
- 『付加価値税 その理論と実務』編 財経詳報社 1974
- 『福祉社会日本の条件』江見康一,加藤寛共編 中央経済社 1974
- 『新軌道の財政金融』編著 財経詳報社 1976
- 『財政学小辞典』橋本徹共編著 中央経済社 1977
- 『財政危機と地方自治 15市町村長の体験』編 財経詳報社 1977
- 『日本型福祉の道』編 財経詳報社 政策研究シリーズ 1981
- 『21世紀を支える税制の論理 第1巻.租税構造の理論と課題』編著　税務経理協会 1996

### 翻訳
- J.E.ミイド『経済学入門 分析と政策』北野熊喜男共訳 東洋経済新報社 1952